# Crangon
Genre
Crangon est un genre de crustacés décapodes qui regroupe différentes espèces de crevettes communes, dont la crevette grise. Les crevettes roses appartiennent au genre Palaemon, également de l'ordre des décapodes.
Ce qui distingue les crevettes grises des crevettes roses est l'absence de rostre en avant de la tête. Par ailleurs, leurs yeux sont très rapprochés, contrairement aux crevettes roses dont les yeux sont plutôt divergents.

## Liste des espèces
- Crangon affinis De Haan, 1849
- Crangon alaskensis Lockington, 1877
- Crangon alba Holmes, 1900
- Crangon allmanni
- Crangon crangon (Linnaeus, 1758) - crevette grise
- Crangon dalli M. J. Rathbun, 1902
- Crangon franciscorum Stimpson, 1856
- Crangon handi Kuris and Carlton, 1977
- Crangon holmesi M. J. Rathbun, 1902
- Crangon nigricauda Stimpson, 1856
- Crangon nigromaculata Lockington, 1877
- Crangon septemspinosa Say, 1818 - crevette grise de sable